# Dehestan
Dehestan (persisch دهستان) ist eine Verwaltungseinheit Irans. Sie entspricht einer Gemeinde und ist kleiner als der Bachsch (Landkreis). Die Verwaltungseinheit Dehestan steht über dem Dorf. Beim Zensus 2006 gab es 2.400 Dehestans in der Islamischen Republik Iran.

## Einzelnachweis
1. ↑  Babak Rezvani: Conflict and Peace in Central Eurasia. Towards Explanations and Understandings (= International Comparative Social Studies). Brill, Leiden/Boston 2014, ISBN 978-90-04-27636-9, S. 96–97 (englisch, eingeschränkte Vorschau in der Google-Buchsuche).